# Генерал Лі
Генерал Лі (який іноді називають просто "генералом") - це ім'я 1969 року "Dodge Charger", засноване в телесеріалі герцогами Hazzard, хлопчиками Герцога, Бо і Лукою, разом з двоюрідними братами Коу і Венсом (у сезон 5). Він відомий своїм підписом рогу, його поліцейські погоні, трюки, особливо його довгі стрибки, і за те, що його двері зварені закритою, залишаючи герцогів, щоб вилізти всередину та з вікнами. Автомобіль з'являється у кожному епізоді, крім одного ("Дитина Мері Кей"). Назва автомобіля є посиланням на генерала Громадянської війни Америки Роберта Е. Лі. Вона має на своєму даху флаг Конфедерації (прямокутний варіант квадратного бойового прапор Лі Армії Північної Вірджинії), а також має ріг, який відтворює перші дванадцять нот пісні "Діксі".
Ідея генерала Лі була розроблена від машини Джоррі Рушинга, яка була названа на честь любимого коня Лі, Traveller. Мандрівник також мав назву автомобіля в "Місячних каменярях" - попередника фільму 1975 року до герцогів Хейзарда.
Історія
Незважаючи на те, що за оцінками кількість використовуваних генералів Ліз використовується в різних джерелах, за словами колишнього актового члена Бена Джонса ("Коотер" у виставі), а також будівельників, які беруть участь у шоу, 325 генерала Ліса були використані для відтворення цієї серії. Інші стверджують, що в серії було використано 255. Приблизно 17 все ще існують у різних станах ремонту. У середньому більше одного генерала Лі було використано на шоу. Знімаючи стрибок, в багажник помістили від 500 до 1000 фунтів (від 230 до 450 кг) мішків із піску або бетонний баласт, щоб не допустити перекидання автомобіля. Пізніше в серії механіки піднімуть передній кінець автомобіля, щоб він не посковзнув навпроти рампу, змусивши його втратити швидкість, тим самим забезпечивши подушку для водія при посадці. Водії трюків повідомляють, що насолоджуються польотами, але ненавидять посадки. Незважаючи на баласт, посадкова позиція автомобіля була дещо непередбачуваною, внаслідок чого в середньому до надзвичайно жорстоких сил залежно від того, як вона приземляється. На багатьох стрибках автомобілі нахиляються на удар. Всі автомобілі, що використовувались у великих стрибках, одразу ж вийшли на пенсію завдяки структурним збитка
Зарядні пристрої з 1968 та 1969 модельних років (без зарядних пристроїв 1970 р. Використовувалися до фільму 2005 р.) Були отримані та перетворені в технічні характеристики генерала Лі (задні ліхтарі, грилі та ін.). Не дивлячись на поширене твердження, що, за словами всіх будівельників, залучених протягом багатьох років, отримання автомобілів не було проблемою до пізніх років. До того часу машина стала зіркою шоу, а Warner Bros. (WB) перемістила будівлю автомобілів у власність, щоб автомобілі були послідовними за зовнішнім виглядом. Пізніше у забігу шоу, коли йому стало надто важко і / або дорого продовжувати закуповувати більше зарядних пристроїв, виробники почали використовувати більше «стрибкоподібних кадрів» з попередніх епізодів. У фінальному сезоні радіокеровані мініатюри іноді використовувалися для відриву кількох артистів.
Епізоди з 1 по 5 знімалися в грузинських містах Ковінгтон і Коньєрс у листопаді та грудні 1978 року. Грузинські епізоди автомобілів складалися з шести Зарядних пристроїв Dodge. Перший General Lees був побудований Warner Bros. і відправлений до Грузії, де Джон Маренді (координатор автомобільних зображень картинки) позначив перші три автомобілі "LEE 1", "LEE 2" та "LEE 3" без спеціального замовлення для редагування фільмів .
LEE 1 - це друга автомобільна одиниця з повноцінною кліткою. Це зарядний пристрій із зарядним пристроєм 1969, обладнаний 388 В8, оснащений кондиціонером, AM / FM стереосистемою, рульовим керуванням та силовими барабанними гальмами. Спочатку він був намальований у коді T3 "Світло-бронзовий металевий" з загарним інтер'єром, чорним вініловим верхом та хромованим рокером. Рокерована обробка була залишена завдяки тому, що раніше знеструмлена робота кузова на лівій чвертьовій панелі, газова кришка, а також обробка колодязної обробки не вистачало, тому обробка була знята на LEE 2 і 3, щоб відповідати. Слід також зазначити, що хромований вініловий верстат повинен був бути вилучений, але оскільки панель лівого кварталу була замінена і була дуже погано встановлена, обробка повинна була бути залишена, щоб приховати роботу кузова, і в результаті більшість генерала Ліса у всьому серія мала вініловий верхній порядок. Після нинішнього знаменитого стрибка над поліцейським крейсером Роско П. Колтрейном, стюардеоном Крейгом Баклі, він був позбавлений своїх фронтових місць і 1969-го спеціальної панелі гриль і задній люк. LEE 1 був використаний ще раз як машина для випробування шин Richard Petty у четвертому епізоді "Repo Men".
LEE 2, як і LEE 1, був